# Sheila Mello
Sheila Chesed de Almeida Mello (São Paulo, 23 de julho de 1978) é uma atriz, dançarina e modelo brasileira.
Em 1998, ficou nacionalmente conhecida ao se tornar dançarina no grupo É o Tchan!, sendo apelidada de A Loira do Tchan, permanecendo nessa função até 2003.

## Carreira
Sua entrada para o grupo É o Tchan! deu-se em 1998, através de um concurso A Nova Loira do Tchan! realizado pelo Domingão do Faustão para escolher a substituta da dançarina Carla Perez, após sua saída do grupo. A estreia no grupo foi no álbum É o Tchan no Hawaí.
Logo após a vitória posou nua pela primeira vez, para a revista Playboy, da qual viria a ser capa em outras duas edições, sendo uma ao lado de Scheila Carvalho, sua colega no É o Tchan!. Em outubro de 2007, posou nua novamente, desta vez para a revista Sexy.
Após sua saída do grupo, formou-se em artes cênicas, através da escola de teatro Célia Helena e interpretou obras de Naum Alves de Souza, Dias Gomes, Nelson Rodrigues, Ariano Suassuna e Ronaldo Ciambroni. Participou do curta-metragem Alfaville, filme premiado no Festival de Gramado.
Foi rainha de bateria da Império de Casa Verde.
Em 2009, Sheila participou da segunda temporada do reality show A Fazenda, que é exibido pela Rede Record, na qual acabou ficando em 7.º lugar na competição.
Em 2014, anunciou um projeto em dupla com Sheila Carvalho intitulado Sheilas Sob as Luzes, onde realizam shows por todo o Brasil coreografando diversas músicas.
Em 2017, Sheila participou da primeira temporada do talent show Dancing Brasil que é exibido pela RecordTV, na qual acabou ficando em 5° lugar na competição.

## Vida pessoal
Nascida e criada em uma família humilde da Cidade Ademar, no bairro Vila Imperio, um distrito da periferia de São Paulo, cresceu querendo tornar-se artista, pois sempre gostou muito de teatro, dança e música. Por conta disto, estudou e conseguiu formar-se em balé clássico e moderno.
Trabalhou em um McDonald's na adolescência.
Na época de É o Tchan!, teve um romance com o companheiro de banda Jacaré.
De 2001 a 2007, manteve um relacionamento com o cantor de pagode Alexandre Pires.
Quando participou da segunda temporada do reality show A Fazenda, ela conheceu no confinamento, o ex-atleta de natação Fernando Scherer, com quem namorou após o fim da atração. Casaram-se em 2010. Em 2012, Sheila anunciou que estava grávida de uma menina, a primeira filha do casal e a segunda de Fernando Scherer. No dia 26 de março de 2013, nasceu Brenda Mello Scherer, de parto normal, na Capital Paulista. Em agosto de 2018 o casal anunciou a separação.
Do início de 2020 até outubro de 2022, namorou o tenista João Souza, conhecido como Feijão.

## Teatro
| Ano  | Título                                                           | Personagem     |
| ---- | ---------------------------------------------------------------- | -------------- |
| 2004 | 2/4 no Motel                                                     | Shany          |
| 2005 | Uma Empregada Quase Perfeita                                     | Soneide        |
| 2005 | Caminhos da Independência                                        | Leopoldina     |
| 2005 | A Invasão                                                        | Clara          |
| 2006 | No Natal a Gente Vem te Buscar                                   | Cíntia         |
| 2006 | A Bruxinha Que Era Boa                                           | Cindy          |
| 2007 | Viúva, Porém Honesta                                             | Ivonete        |
| 2007 | O Santo e a Porca                                                | Eudoro Vicente |
| 2007 | Simplesmente Marilyn ou Gretta Garbo Quem Diria, Acabou no Irajá | Mary           |
| 2008 | Herótica - Cartilha Feminina Para Homens Machos                  | Gabi           |
| 2008 | Caldé e os Peixes que Aprenderam a Nadar no Ar                   | Raquel         |
| 2009 | Mulheres Descasadas Procuram                                     | Lídia          |
| 2011 | Auto da Barca do Inferno                                         | Florença       |
| 2011 | Três Possibilidades                                              | Katia          |
| 2012 | Eu que Amava Ele que Amava Ela                                   | Mari           |

## Filmografia

### Televisão
| Ano     | Título                   | Personagem               | Nota                      |
| ------- | ------------------------ | ------------------------ | ------------------------- |
| 2004    | Gente que Brilha         | Jurada                   |                           |
| 2009    | A Fazenda                | Participante             | Temporada 2               |
| 2010    | Balada, Baladão          | Zenaide                  | Especial de fim de ano    |
| 2011    | Ribeirão do Tempo        | Vera Barroso             |                           |
| 2015–16 | Programa Raul Gil        | Colunista                | Quadro: Elas Querem Saber |
| 2017    | Dancing Brasil           | Participante             | Temporada 1               |
| 2017    | A Fazenda                | Repórter                 | Temporada 9               |
| 2025    | The Masked Singer Brasil | Raquel (16° Lugar)       | Temporada 5               |
| 2025    | Batalha do Lip Sync      | Participante (vencedora) | Temporada 4               |

### Cinema
| Ano  | Título               | Personagem | Nota           |
| ---- | -------------------- | ---------- | -------------- |
| 2000 | Xuxa Popstar         | Ela mesma  |                |
| 2007 | Alphaville 2007 D.C. | Carla      | Curta-metragem |
| 2008 | Maldita Carne        | Anete      | Curta-metragem |
| 2010 | Segurança Nacional   | Mari       |                |

## Discografia

### Singles
| Título | Ano  | Álbum                         |
| ------ | ---- | ----------------------------- |
| "Água" | 2004 | Não adicionado a nenhum álbum |

### Outras Aparições
| Título                                     | Ano  | Outro(s) artista(s)                   | Álbum         |
| ------------------------------------------ | ---- | ------------------------------------- | ------------- |
| "O Funk do Tchan"                          | 2001 | É o Tchan!                            | Funk do Tchan |
| "Quem Gosta do Tchan?"                     | 2001 | É o Tchan!                            | Funk do Tchan |
| "Cerol na Mão/Tira a Camisa/Calça da Gang" | 2001 | Renatinho da Bahia e Scheila Carvalho | Funk do Tchan |
| "Dança da Motinha"                         | 2001 | —                                     | Funk do Tchan |
| "Montagem Pokemon Evoluído (Picatchu)"     | 2001 | Scheila Carvalho                      | Funk do Tchan |

### Videoclipes
| Título | Ano  | Álbum        |
| ------ | ---- | ------------ |
| "Água" | 2004 | Daniel Souza |